# Troy Brohawn
Troy Brohawn é um ex-jogador profissional de beisebol norte-americano.

## Carreira
Troy Brohawn foi campeão da World Series 2001 jogando pelo Arizona Diamondbacks. Na série de partidas decisiva, sua equipe venceu o New York Yankees por 4 jogos a 3.